# Jeroni Nadal
Jeroni Nadal Reus es un cirujano oftalmólogo y, en la actualidad, ocupa el cargo de Director Médico de la Clínica Oftalvist en Barcelona. Ha desarrollado una serie de procedimientos quirúrgicos y técnicas pioneras en el campo de la oftalmología retina vítreo y en 2015, se realizó la primera operación de implante de retina de Europa en un paciente con síndrome de Usher.

## Vida y carrera
Nadal nació en Binisalem, Mallorca (España). A la edad de 17 años, se trasladó a Barcelona, para iniciar sus estudios de medicina en la Universidad Autónoma de Barcelona, España, donde se graduó en Medicina y Cirugía en 1984. Nadal completó su residencia en oftalmología en el Centro de Oftalmología Barraquer, Barcelona en 1989 a lo que le siguió su dedicación como especialista en Retina. 
En 2000, Nadal fue nombrado cirujano jefe y coordinador de la Unidad de Mácula del Centro de Oftalmología Barraquer, donde también es responsable de la formación de los médicos residentes y de la coordinación de los cursos de doctorado y miembro de la Junta de Gobierno. Jeroni Nadal es miembro de varias asociaciones científicas nacionales y extranjeras, tales como la Academia Europea de Oftalmología, la Academia Americana de Oftalmología, la Asociación Europea para la Investigación de la Visión y de los Ojos (EVER), la Sociedad Panamericana de Oftalmología, la Sociedad Europea de Vitreo-Retinay la Sociedad francesa de Oftalmología.

## Cirugía pionera
Hasta la fecha, (2015), Jeroni Nadal ha realizado más de 16.000 operaciones y desarrollado una serie de técnicas quirúrgicas pioneras en el campo de desprendimiento de retina, LIOs dislocadas, cirugía vascular de la retina, retinopatía diabética, la cirugía del agujero macular y maculopatía hipotónica.
En 2013, Nadal fue elegido por la compañía Second Sight (EE. UU.), como el primer especialista en España para llevar a cabo la cirugía de implantes usando el implante de retina Argus II de la empresa. Este implante, también conocido como "ojo biónico" proporciona la estimulación eléctrica de la retina para aumentar la consciencia visual en las personas ciegas que permitan a los pacientes identificar objetos, formas, contornos y movimientos.
En junio de 2014, Nadal realizó con éxito la primera operación de implante de retina de España en el Centro de Oftalmología Barraquer, Barcelona en una paciente con degeneración retiniana hereditaria causada por retinitis pigmentosa. El 15 de diciembre de 2015, Nadal lleva a cabo la primera operación de implante de retina de Europa en un paciente con síndrome de Usher, un trastorno que causa la sordera y la ceguera y que deja completamente aisalda a la víctima, que sólo es capaz de comunicarse a través de un intérprete y el lenguaje de signos. Este paciente fue la segunda persona en el mundo con esta enfermedad que recibió este tratamiento.